# Pișcolt
Pișcolt (węg. Piskolt) – wieś w Rumunii, w okręgu Satu Mare, w gminie Pișcolt. W 2011 roku liczyła 2252 mieszkańców. 